# Stolt men inte nöjd
Stolt men inte nöjd, med underrubriken låtar som inte fick plats 2002–2004, är ett musikalbum från 2005 av Stefan Sundström. Skivan är utgiven av National.

## Låtlista
| Nr  | Titel                          | Längd |  |
| --- | ------------------------------ | ----- |  |
| 1.  | Stolt men inte nöjd            | 3:13  |  |
| 2.  | När skönheten kom in till stan | 4:00  |  |
| 3.  | Signe                          | 2:50  |  |
| 4.  | Gula Blend                     | 3:13  |  |
| 5.  | Stiligt på en topp             | 2:54  |  |
| 6.  | Jämtländsk vaggvisa            | 4:01  |  |
| 7.  | Fredens man                    | 4:07  |  |
| 8.  | Familjeporträtt                | 2:37  |  |
| 9.  | Mona Tumba Slim Club           | 3:04  |  |
| 10. | Den lilla bäcken               | 3:27  |  |

## Text och musik
Stolt men inte nöjd, När skönheten kom in till stan och Signe text och musik Stefan Sundström, När skönheten kom in till stan musiken tillsammans med Martin Hederos. Gula Blend och Stiligt på en topp av Gunnar Andersson. Allan Edwall står för text och musik till Jämtländsk vaggvisa, Fredens man, Familjeporträtt och Den lilla bäcken. Mona Tumba Slim Club är gjord av Ebba Grön.

## Medverkande musiker
- Stefan Sundström
- Bo Nordenfeldt
- Christer Romin
- Pelle Halvarsson
- Sara Edin
- Lotta Johansson
- Ulrika Freccero
- Karin Renberg
- Anders Burman
- Ceasar Tomaszewski
- Daniel Sqatty
- Eggis
- Fjodor Eriksson
- Goran Kajfes
- Gustav Bendt
- Helena Gutarra
- Janne Hansson
- Johan Johansson
- Lasse Mårten
- Lotta Nilsson
- Malin My Nilsson
- Martin Hederos
- Matte Magic Gunnarsson
- Mattias Hellberg
- Micke Herrström
- Micke Lohse
- Nicke Andersson
- Ola Nyström
- Pelle Ossler
- Robert Dahlqvist
- Stefan Axelsson
- Stefan Björk
- Thomas Skogsberg
- Victor Brobacke